# STS-61-A
STS-61-A, voluit Space Transportation System-61-A, was een spaceshuttlemissie van de NASA, waarbij het ruimteveer Challenger gebruikt werd. De Challenger werd gelanceerd op 30 oktober 1985. Dit was de tweeëntwintigste spaceshuttlemissie en de negende vlucht voor de Challenger. Dit was de derde missie voor de Challenger met de Spacelab. Het was ook de laatste succesvolle missie voor de Challenger, die tijdens de volgende lancering in januari 1986 werd verwoest. STS-61-A heeft met acht mensen een record voor de grootste bemanning.

## Bemanning
- Henry W. Hartsfield (3), bevelhebber
- Steven R. Nagel (2), piloot
- Bonnie J. Dunbar (1), missiespecialist 1
- James F. Buchli (2), missiespecialist 2
- Guion S. Bluford (2), missiespecialist 3
- Reinhard Furrer (1), payloadspecialist 1 - Duitsland
- Ernst Messerschmid (1), payloadspecialist 2 - Duitsland
- Wubbo Ockels (1), payloadspecialist 3 - ESA Nederland

- Alternatieve missiespecialist: Claude Nicollier (1)
- Alternatieve payloadspecialist: Ulf Merbold (2)

tussen haakjes staat de aantal vluchten die de astronaut gevlogen zou hebben na STS-61-A

## Missieparameters
- Massa
  - Shuttle bij lancering: 110.568 kg
  - Shuttle bij landing: 97.144 kg
  - Vracht: 14.451 kg
- Perigeum: 319 km
- Apogeum: 331 km
- Glooiingshoek: 57.0°
- Omlooptijd: 91.0 min